# Краснохвостые ванги
Краснохвостые ванги (лат. Calicalicus) — род воробьиных птиц из семейства ванговых (Vangidae). Включает два вида, встречающихся исключительно на Мадагаскаре:
- Calicalicus madagascariensis (Linnaeus, 1766) — Краснохвостая ванга, [4]
- Calicalicus rufocarpalis Goodman, Hawkins & Domergue, 1997 — [5]

Краснохвостая ванга длиной 13—14 см, масса тела 14—19 г. Верх головы, шея и спина серые, радужная оболочка тёмная, ноги серые. У самцов чёрное горло и уздечки, лоб и кроющие уха белые, грудь и брюхо белые с розовым по бокам. Крылья коричневые, кроющие крыльев серые, верх хвоста красноватый. У самок горло, грудь и брюхо охряного цвета, крылья коричневые.
Птицы питаются мелкими и средними насекомыми, гусеницами и жуками, включая хамелеонов. Краснохвостые ванги моногамны и размножаются в период с октября по январь. В строительстве гнезда участвуют обе птицы.
Calicalicus rufocarpalis длиной 14—15 см, масса тела 15—17 г. Верх головы, шея и спина серые, радужная оболочка светлая, ноги розовые. У самцов чёрное горло и уздечки, лоб и кроющие уха белые, грудь и брюхо белые с розовым по бокам. Крылья коричневые, кроющие крыльев красные, верх хвоста красноватый. У самок горло, грудь и брюхо охряного цвета, кроющие крыльев бледно-красные. 
Вид распространён на юго-западе Мадагаскара. Птицы питаются мелкими насекомыми, которых находят в густом подлеске.